# ديفيد لي (مصور أمريكي)
ديفيد لي (بالإنجليزية: David Lee)‏ هو مصور أمريكي، ولد في 21 يوليو 1982 في ويتير في الولايات المتحدة.

## وصلات خارجية
- الموقع الرسمي